# Río Samborombón
Río Samborombón är ett vattendrag i Argentina.   Det ligger i provinsen Buenos Aires, i den östra delen av landet, 150 km sydost om huvudstaden Buenos Aires, och mynnar ut i Samborombon-bukten.